# Poruchy emotivity
Poruchy emotivity jsou souborem příznaků různého organického a funkčního postižení centrálního nervového systému, které se projevují změnami v chování jedince.

## Historie
James-Langeova teorie (1890) považovala emoce za pocity odpovídající činnosti vnitřních orgánů, což je představa vycházející z galenické medicíny. Tato teorie byla vyvrácena Cannonem (1927), který dokázal, že oddělení vnitřních orgánů od mozku nemění emoční chování, že během různých emočních stavů jsou změny činnosti vnitřních orgánů stejné a tyto změny jsou příliš pomalé na to, aby mohly být zdrojem emocí. Cannon s Bardem sami navrhli thalamickou teorii emocí, podle níž jsou emoce dány činností thalamu, a jejich vyjádření je podmíněno funkcí hypothalamu. Teorie byla nahrazena novou Papezovou-MacLeanovou teorií (1937, 1950), která ukázala na význam limbického systému.
Časem byla prohloubena do dnešní podoby potvrzující, že na tvorbě, prožívání a vyjadřování emocí se podílejí struktury kmenové (epikritický-protokritický rozměr), limbický systém, bazální ganglia (efektivní-afektivní rozměr) a mozková kůra (etický a estetický rozměr).

## Poruchy emotivity

### A. Ložisková poškození hemisfér
Ložisková poškození hemisfér vedou k poruchám emotivity. Stejné poškození levé a pravé mozkové polokoule vede k fenomenologicky odlišnému charakteru poruchy,
Poškození čelních laloků vyvolává dva základní okruhy poruch:
- pseudopsychopatický syndrom
- pseudodepresivní syndrom

Znaky obou syndromů se mohou objevit u stejného pacienta. Ti mají negativistickou náladu či deprese, vyšší míru úzkosti.

### B. Obsedantně nutkavá porucha
Obsedantně nutkavá porucha postihuje asi 2 % populace, nejčastěji začíná v průběhu dospívání a rané dospělosti. Hlavním příznakem jsou opakované vtíravé myšlenky a nutkavé činy. Nápady, představy a popudy vstupují do pacientova vědomí opakovaně a obtěžují ho. Nutkavé činy, například mytí rukou, jsou stereotypní. Úzkost tuto poruchu doprovází vždy.
Konkordance poruchy je vyšší u jednovaječných než dvojvaječných dvojčat, vysoký výskyt zaznamenáváme také u Gilles de la Touretteova syndromu.
Pacienti s touto poruchou mají menší objem nuclea caudata a existuje zde souvislost s vyšším prokrvením některých mozkových struktur (nuclea caudata, dolního čelního laloku, putamen, globu pallidu, thalamu, levého hipokampu a zadní části cingulárního závitu). Změny v činnosti mozkové kůry jsou u pacientů přibližně stejné.

### C. Agrese a násilné chování
Agrese je fyziologickým mechanismem, odpovědí na některé podněty, která má vést k přežití jedince a druhu. Násilné chování je fyzická mezilidská agrese se záměrem poškodit nebo zničit.
Nejjednodušší klasifikace rozlišuje u zvířat:
- agresi afektivní – s výrazným zvýšením aktivity sympatiku a vokalizace
  - agresi ofenzivní – útočná
  - agresi defenzivní – obranná
- agresi predatorní – tedy dravčí, bez zvýšení aktivity sympatiku je mezidruhová.

Oblasti, které agresi a násilné chování spouštějí, jsou u člověka a zvířat totožné. Jedná se o orbitofrontální kůru, septum verum, hipokampus, amygdalu, hlavu nc. caudatus, thalamus, nc. ventromedialis a nc. posterior hypothalami, tegmentum středního mozku, Varolův most, nc. fastigii a přední části mozečku.
Je jasné, že tyto oblasti jsou součástmi velké, ovšem dosud ne zcela známé nervové sítě.
Typy násilného chování
a) Epizodická porucha kontroly se objevuje ve spojitosti s vývojovými poruchami v dětství a při různých onemocněních či poraněních mozku. Následkem může být nepromyšlená vražda, sebevražda, nesmyslný útok na neznámého člověka, zbití manželského partnera, zneužití dítěte, kriminální způsob řízení dopravního prostředku nebo nesmyslná ničivost vůči majetku a zvířatům. Intenzita agrese neodpovídá vyvolávající příčině. Mezi epizodami není jedinec ani impulsivní ani útočný. Útok je nepromyšlený, často primitivní, u žen mnohdy slovní, spouštěčem bývá alkohol a obvykle následují výčitky svědomí.
b) Antisociální porucha osobnosti je popsána jako chladná predátorská agrese, buď zcela nevyprovokovaná, nebo zahájená neadekvátně malým podnětem. V USA postihuje 3 % mužů a 1 % žen. Její nositel bývá impulzivní, se špatnou sebekontrolou, emočně oploštělý bez schopnosti empatie (vcítění), nemá výčitky svědomí, jeho chování je manipulativní a snaží se ovládat okolí. Jeho životní styl je parazitující s častým střídáním sexuálních partnerů. Antisociální porucha osobnosti se vyskytuje ve všech pásmech inteligence. Rozhodně má dědičné pozadí a vysoký podíl těchto jedinců má abnormální EEG spolu s odchylkami v látkové výměně serotoninu. Dále můžeme pozorovat poruchu koordinace pohybů, poruchy praxie, světloplachost a sluchovou přecitlivělost. Násilné chování mívá někdy nutkavé rysy. Frekvence násilí vrcholí v pozdním dospívání, muži jsou útočnější než ženy, ty bývají nejagresivnější v týdnu před menstruací.
Agrese i násilné chování má tedy dědičné pozadí, což bylo dokázáno vyšlechtěním rodových linií mimořádně útočných myší, krys, morčat, králíků a psů. Vyšší míra násilí doprovází také syndrom fragilního chromosomu, v případě syndromu XYY se o spojitosti pochybuje.
Násilnická menšina
Zhruba 6 % recidivistů odpovídá za přibližně 70 % nejtěžších násilných činů. Hovoří se o násilnické menšině. K těmto výsledkům došlo několik na sobě nezávislých studií retrospektivních i prospektivních.

### D. ADHD
ADHD (Attention Deficit Hyperactivity Disorder) zcela běžně předchází různým formám antisociálního chování. Jde o vývojové postižení mozku, které má významně dědičné pozadí a bylo přiřazováno k poruchám učení. Jeho synonymem byla MBD (Minimal Brain Disease, malá mozková dysfunkce). Nejčastějšími příznaky jsou hyperaktivita, poruchy percepce (čití) a hybnosti, emoční labilita, poruchy koordinace a pozornosti, impulzivita, poruchy paměti a myšlení, specifické poruchy chování učení (čtení, psaní, počítání, hláskování), poruchy řeči a slyšení, odchylky EEG záznamu. Někdy se přidružují poruchy vnímání času a prostoru.
Porucha je častější u chlapců než děvčat (poměr je 5-8:1), postihuje 1-8 % školní populace, rozvíjí se obvykle již v předškolním věku a přibližně v polovině případů přecházejí alespoň některé příznaky do dospělosti.
Některé příznaky syndromu se vyskytují u mnoha lidí, kteří se však nechovají násilně, a také u lidí inteligentních a tvořivých. Je běžné, že děti s takovými příznaky zbytečně trpí v rodině i ve škole.